# Анастасија Патриција
Света Анастасија је била патриција и дама на двору цара Јустинијана. Кад виде да је царица Теодора не трпи, она се наједанпут изгубила из Цариграда и обрела у пустињи мисирској. Чувени духовник Авва Данило постриже је и објави је као монаха Анастасија шкопца, по њеној жељи, да би се као жена под мушким видом лакше спасла а и од царевих трагања за њом сакрила. И затворила се Анастасија у тесну ћелију где је провела 28 година, и где је умрла 563. године. Пред смрт, старац Данило је рекао да је видео лице њено светло као сунце.
Српска православна црква слави је 10. марта по црквеном, а 23. марта по грегоријанском календару.